# Шоркасы (Канашский район)
Шоркасы́ (чув. Шуркасси) — село в Канашском районе Чувашской Республики. Входит в состав Кошноруйского сельского поселения.

## География
Находится в центральной части Чувашии, на расстоянии приблизительно 18 км по прямой на север-северо-запад от районного центра города Канаш.

## История
Известно с 1795 года, когда здесь (тогда выселок деревни Яшкильдино) было 50 дворов. В XIX веке уже околоток той же деревни. В 1897 году был учтен 441 житель, в 1926 – 113 дворов и 539 жителей, в 1939 – 591 житель, в 1979 – 292. В 2002 году было 100 дворов, в 2010 – 81  домохозяйство. В 1931 был образован колхоз «Ворошилов», в 2010 году действовали ООО «Сормовский», ООО «Мария». В 1908–33 действовала Покровская церковь.

## Население
Постоянное население составляло 252 человека (чуваши 100%) в 2002 году, 246 в 2010.